# Запис даних пасажира
Запис даних пасажира, ЗДП (passenger name record, PNR) - це запис у базі даних комп’ютерної системи бронювання (CRS), що містить маршрут для пасажира або групи пасажирів, які подорожують разом. Поняття PNR вперше було введено авіакомпаніями, яким потрібно було обмінюватися відомостями про бронювання на випадок, якщо пасажирам потрібні рейси декількох авіакомпаній, щоб дістатися до місця призначення (інтерлайнінг). З цією метою МАПТ та A4A визначили стандарти для інтерлайн-обміну PNR та інших даних за допомогою "Процедури інтерлайн-повідомлень бронювання A4A/МАПТ - пасажир" (AIRIMP). Немає загального галузевого стандарту для компонування і змісту PNR. На практиці кожна CRS або хостингова система має свої власні стандарти, хоча загальні галузеві потреби, включаючи необхідність легко зіставляти дані PNR з повідомленнями AIRIMP, привели до багатьох загальних схожостей у змісті та форматі даних між усіма основними системами.
Коли пасажир бронює маршрут, турагент або користувач туристичного сайту створює PNR у використовуваної їм комп'ютерній системі бронювання. Як правило, це одна з великих глобальних систем розподілу, таких як Amadeus, Sabre або Travelport (Apollo, Galileo і Worldspan), але якщо бронювання здійснюється безпосередньо з авіакомпанією, PNR також може бути внесений в базу даних CRS авіакомпанії. Цей PNR називається основним PNR для пасажира і пов'язаного з ним маршруту. PNR ідентифікується в конкретній базі даних за допомогою локатора запису.
Якщо частина поїздки не надається власником основного PNR, то копії даних PNR направляються в CRS авіакомпаній, які забезпечуватимуть перевезення. Ці CRS відкривають копії оригіналів PNR у власній базі даних для керування тією частиною маршруту, за яку вони відповідають. Багато авіакомпаній мають свою CRS на базі одної глобальної системи розподілу, що дозволяє обмінюватися PNR.
Локатори записів скопійованих PNR передаються назад до CRS, що володіє майстер-PNR, тому всі записи залишаються пов'язаними між собою. Це дозволяє обмінюватися оновленнями PNR, коли стан поїздки змінюється в будь-якій з CRS.
Хоча спочатку PNR були введені для авіаперевезень, системи авіакомпаній тепер також можуть використовуватися для бронювання готелів, прокату автомобілів, довезення до аеропорту та поїздок на поїздах.

## Частини
З технічного боку, перед оформленням бронювання потрібно п’ять частин PNR. Це:
- Ім'я пасажира
- Контактні дані туристичного агента або офісу авіакомпанії.
- Подробиці квитків, або номер квитка, або обмеження за часом придбання квитків.
- Маршрут принаймні одного сегмента, який повинен бути однаковим для всіх перелічених пасажирів.
- Ім'я особи, яка надає відомості або робить бронювання.

Інші дані, наприклад мітка часу та псевдокод міста агентства, автоматично надходить у бронювання. Вся введена інформація буде збережена в "історії" бронювання.
Після того, як бронювання буде завершене до цього рівня, CRS видасть унікальний локатор всіх буквено або буквено-цифрових записів, який залишиться незмінним незалежно від подальших змін (за винятком випадків, коли PNR за участю декількох осіб розділено). Кожна авіакомпанія створить свій власний запис бронювання з унікальним локатором записів, який, в залежності від угоди про рівень обслуговування між CRS і залученою авіакомпанією (авіакомпаніями), буде передана в CRS і збережена в бронюванні. Якщо авіакомпанія використовує той же CRS, що і турагентство, то локатор записів буде однаковим для обох авіакомпаній.
Значна кількість інших відомостей часто потрібні як авіакомпаніям, так і турагенту, щоб забезпечити зручну подорож. Це включає:
- Подробиці тарифу (хоча сума може бути зменшена, буде вказаний тип тарифу) та будь-які обмеження, які можуть застосовуватися до квитка.
- Суми податку, сплачені відповідним органам, що беруть участь у маршруті.
- Використовувана форма оплати, оскільки це, як правило, обмежує будь-які повернення коштів, якщо квиток не використовується.
- Подальші контактні дані, такі як номер та адреса агенції, додаткові контактні телефони за адресою пасажира та за призначенням.
- Вікові дані, якщо це стосується подорожі, наприклад, дітей без супроводу або літніх пасажирів, що потребують допомоги.
- Дані частих споживачів.
- Розподіл місця (або запит на тип сидіння).
- Спеціальні запити на обслуговування (SSR), такі як вимоги до їжі, допомога на візку та інші подібні запити.
- "Вказівки щодо додаткових послуг" або "Інші відомості про службу" (OSI) - дані, що надсилаються конкретній авіакомпанії або всім авіакомпаніям, які бронюють, що дозволяє їм краще надавати послугу. Ці дані можуть включати номери квитків, місцеві контактні дані (телефонний розділ обмежений лише кількома записами), пріоритети завантаження та оновлення персоналу авіакомпанії та інші подробиці, такі як мова пасажира чи докладно про інвалідність.
- Зауваження постачальника (VR). Це коментарі, зроблені авіакомпанією, які зазвичай утворюються автоматично після завершення бронювання або запиту. Зазвичай вони включають власний локатор авіакомпанії, відповіді на спеціальні запити та поради щодо обмеження часу на придбання квитків. Попри те, що зазвичай авіакомпанії відправляють VR агенту, агент також може відправити VR в авіакомпанію.

Останнім часом багато урядів вимагають від авіакомпаній надання додаткових даних, що включає допомогу слідчим у розшуку злочинців або терористів. До них належать:
- Стать пасажирів
- Дані паспорта - національність, номер та дата закінчення терміну дії
- Дата і місце народження
- Номер компенсації (якщо його раніше пасажиру надала влада США).
- Вся доступна платіжна/білінгова інформація. [1]

Складові PNR ідентифікуються всередині CRS за односимвольним кодом. Цей код часто використовується під час створення PNR за допомогою прямого введення у вікно терміналу (на відміну від використання графічного інтерфейсу). Наступні коди є стандартними для всіх CRS, заснованих на оригінальній системі PARS:
- - Назва
- 0 Дані про сегмент (рейс), включаючи кількість заброньованих місць, код стану (наприклад HK1 - підтверджено для одного пасажира) та клас тарифу
- 1 Ідентифікатори відповідних записів PNR.
- 2 Ідентифікація власника PNR (авіакомпанія, назва та роль користувача CRS)
- 3 Інші пункти даних про інші службові відомості (OSI) або Спеціальний запит на обслуговування (SSR)
- 4 Приймальні пункти OSI або SSR авіакомпанії, що приймає
- 5 Примітки
- 6 Отримано від
- 7 Відомості про квитки (включаючи номер квитка)
- 8 Строк дії квитків
- 9 Контактні номери телефонів

## Зберігання
Більшість авіакомпаній та туристичних агентств вирішили розмістити свої бази даних PNR за допомогою комп'ютерної системи бронювання (CRS) або компанії глобальної системи розподілу (GDS), таких як Sabre, Galileo, Worldspan та Amadeus.

## Проблеми конфіденційності
Деякі організації, що займаються питаннями конфіденційності, стурбовані обсягом персональних даних, який може містити PNR. Хоча мінімальних даних для оформлення бронювання досить мало, PNR, як правило, міститиме набагато більше відомостей делікатного характеру.
У обсязі даних включається повне ім'я пасажира, дата народження, домашня та робоча адреси, номер телефону, адреса електронної пошти, дані кредитної картки, IP-адреса, якщо бронюватиметься в Інтернеті, а також імена та особиста інформація екстрених контактів.
Розроблені, щоб "сприяти легкому глобальному обміну PNR-даними", компанії CRS-GDS "функціонують як сховища даних і як агрегатори даних, і мають зв'язок із передачею даних, аналогічним даним кредитних бюро до фінансових даних". Скасована або завершена поїздка не стирає запис, оскільки "копії PNR" очищаються "від реальних до архівних систем зберігання і можуть зберігатися на необмежений строк у CRS, авіакомпаніях та туристичних агентствах".  Крім того, компанії CRS-GDS підтримують вебсайти, які надають майже необмежений доступ до даних PNR - часто інформація доступна лише за номером бронювання, надрукованим на квитку.
Крім того, "за допомогою виставлення рахунків, організації зустрічей і надання знижок, PNR містять докладні відомості про схеми зв'язку між мандрівниками. PNR можуть містити релігійні уподобання в їжі та запити на спеціальні послуги, які описують подробиці фізичних і медичних станів (наприклад " Використовує інвалідне крісло, може контролювати кишківник і сечовий міхур ") - категорії даних, які мають спеціальний захищений статус у Європейському Союзі та деяких інших країнах як "Конфіденційні" персональні дані ".   Попри чутливий характер відомостей, які вони містять, PNR, як правило, не визнаються такими, що заслуговують на той самий захист конфіденційності, який надається медичній та фінансовій документації. Натомість вони розглядаються як форма даних комерційних операцій. 

## Міжнародні угоди про обмін PNR

### Європейський Союз та Сполучені Штати
Угода між США та Європейським Союзом про записи даних пасажирів.

### Європейський Союз та Австралія
16 січня 2004 р. Робоча група за статтею 29 оприлюднила свій Висновок 1/2004 (WP85) щодо рівня захисту PNR, що забезпечується в Австралії для передачі даних про записи даних пасажирів від авіакомпаній.

### Європейський Союз та Канада
Документ 1/2005 Статті 29 Робочої групи щодо рівня захисту, що забезпечується в Канаді для передачі реєстру даних пасажирів та попередньої інформації про пасажирів від авіакомпаній (WP 103) [Архівовано 23 листопада 2017 у Wayback Machine.], 19 січня 2005 року, пропонує інформацію про характер угод PNR з Канадою.

## Додатково
- Farrell, Henry and Abraham Newman. 2019. Of Privacy and Power: The Transatlantic Struggle over Freedom and Security [Архівовано 14 квітня 2021 у Wayback Machine.]. Princeton University Press.